# Navoiy (provincie)
Navoiy is een provincie (viloyat) van Oezbekistan.
Navoiy telt naar schatting 935.000 inwoners op een oppervlakte van 110.800 km².

## Demografie
Navoiy telt ongeveer 935.000 inwoners (2017).
In 2017 werden er in totaal kinderen 20.800 geboren. Het geboortecijfer bedraagt 22,3‰. Er stierven in dezelfde periode 4.400 mensen. Het sterftecijfer bedraagt 4,7‰. De natuurlijke bevolkingstoename is +16.400 personen, ofwel +17,6‰.  
De gemiddelde leeftijd is 28,9 jaar (2017). De gemiddelde leeftijd is hoger dan de rest van Oezbekistan.
Andizan · Buchara · Fergana · Jizzax · Namangan · Navoiy · Qashqadaryo · Samarkand · Sirdarjo · Surxondaryo · Tasjkent · Xorazm

Stad: Tasjkent

Autonome republiek: Karakalpakstan